# Таццы Альдобрандини

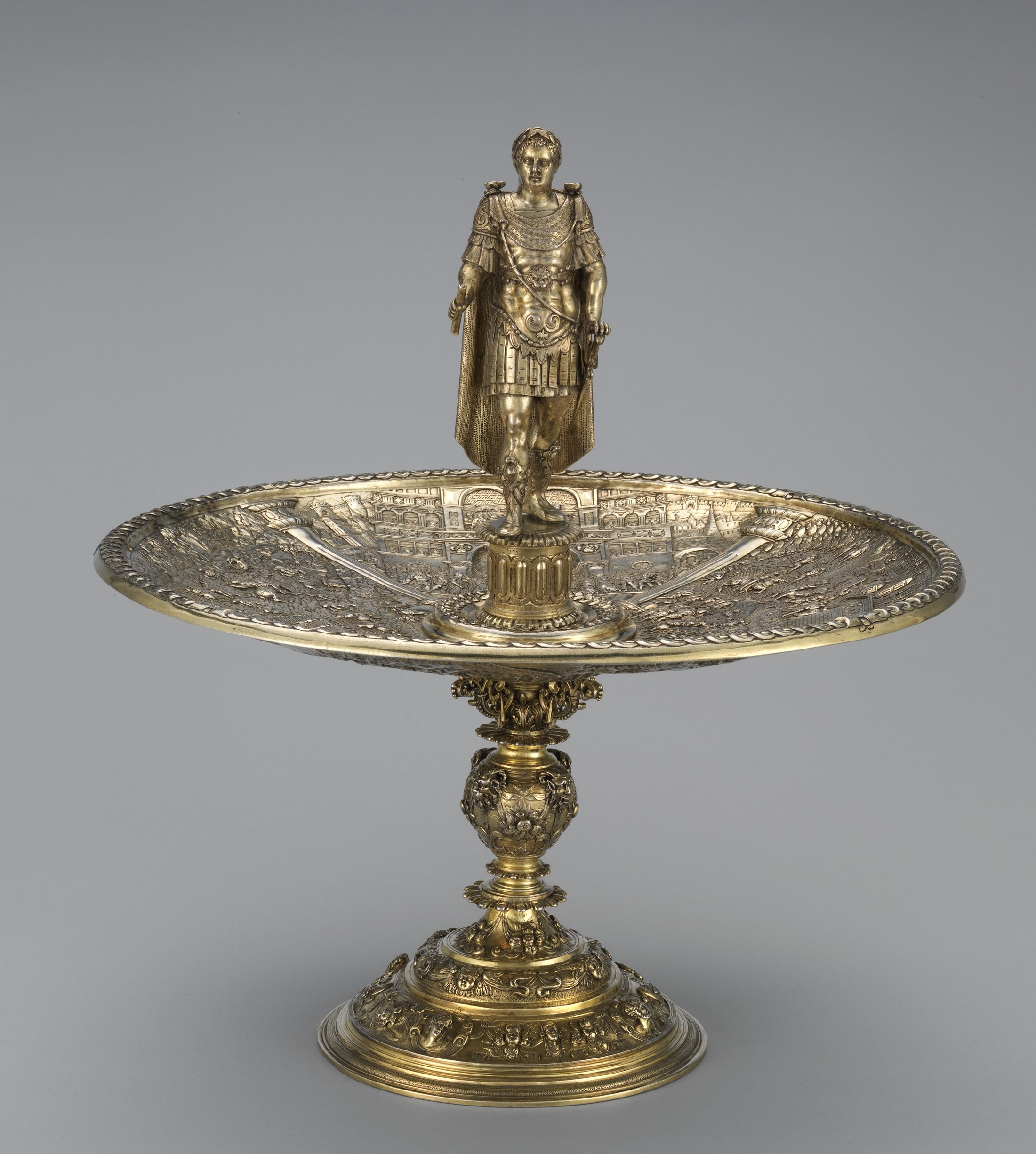
Тацца Вителлия

Таццы Альдобрандини — набор из 12 серебряных с позолотой плоских чаш (таццы), изготовленных в XVI веке. Место изготовления и имя автора доподлинно неизвестны. Каждая чаша посвящена одному из римских императоров (считая Юлия Цезаря), описанных Светонием в книге «Жизнь двенадцати цезарей». Чаши принадлежали знатному итальянскому семейству Альдобрандини до конца XVIII века, благодаря чему и получили свое название.

## Описание
Таццы представляют собой обильно декорированные плоские чаши на высоких ножках. Сосуды такой формы (вероятно, позаимствованной от древнегреческих киликов) были известны в Италии с XV века и предназначались для вина или —  впоследствии и за пределами Италии — для фруктов или сладостей. Каждая из чаш Альдобрандини украшена возвышающейся по центру человеческой фигуркой в полный рост, изображающей одного из древнеримских правителей. Внутренняя поверхность каждой таццы украшена четырьмя рельефными сценами из жизни соответствующего императора. 
Мастерство, с которым выполнены фигурки и отделка чаш, является выдающимися для своего времени и описывается специалистами как «самый впечатляющий отдельный образец итальянской и, возможно, общеевропейской ювелирной работы XVI века» и «одни из самых впечатляющих сохранившихся серебряных предметов XVI века». Столь роскошно выполненные сосуды, вероятно, предназначались для украшения стола в особо торжественных случаях. 
Каждая чаша имеет в высоту 41 см (16 дюймов) и состоит из сборных элементов (основание, крепление, непосредственно чаша-тарелка, пьедестал и фигурка императора). Некоторые из чаш украшены гербом рода Альдобрандини, при этом расположение герба в нижней части изделия указывает на то, что таццы не были изначально заказаны представителями этой семьи, а были приобретены ими позднее.

Детали декора таццы Вителлия:
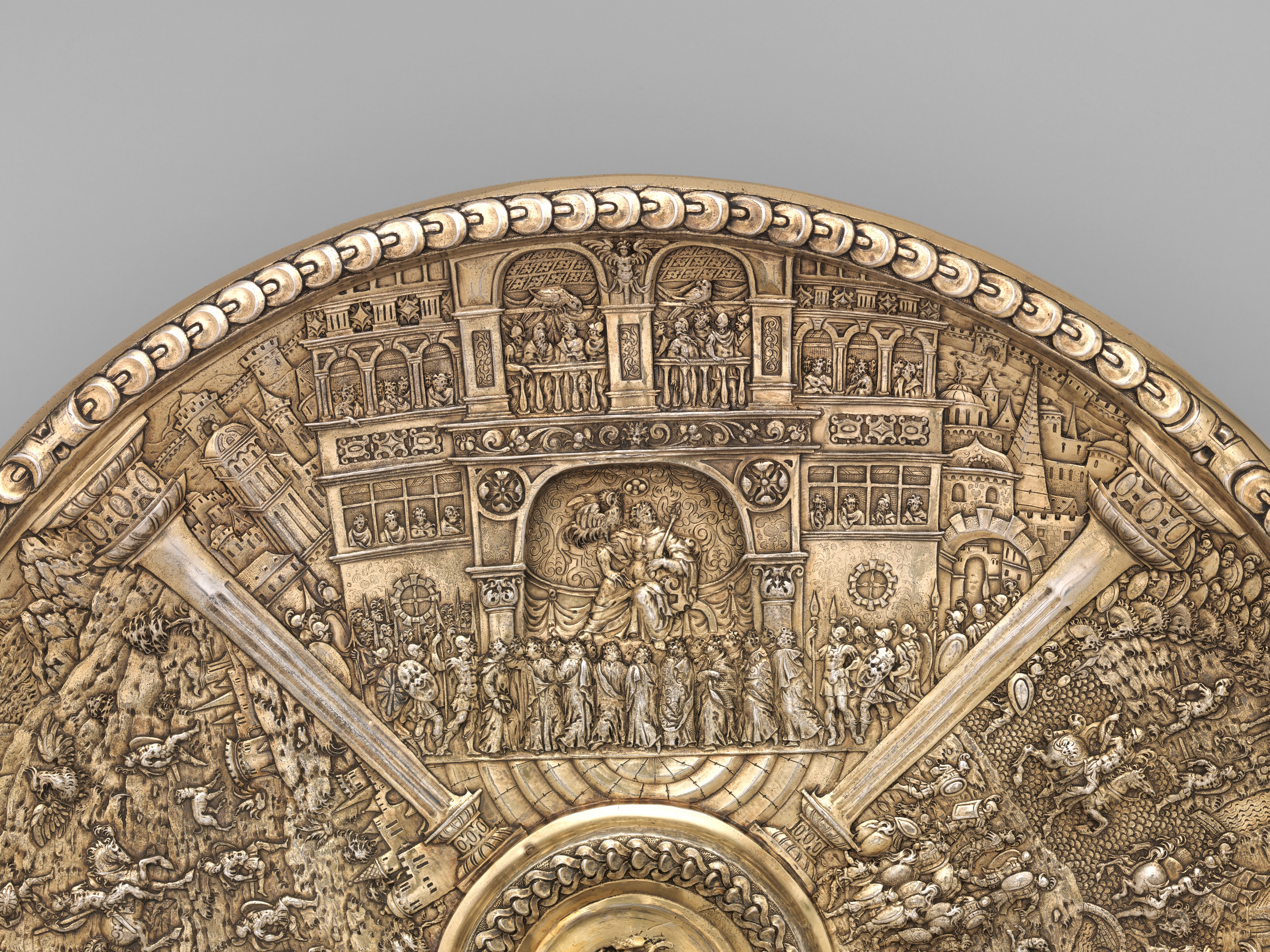
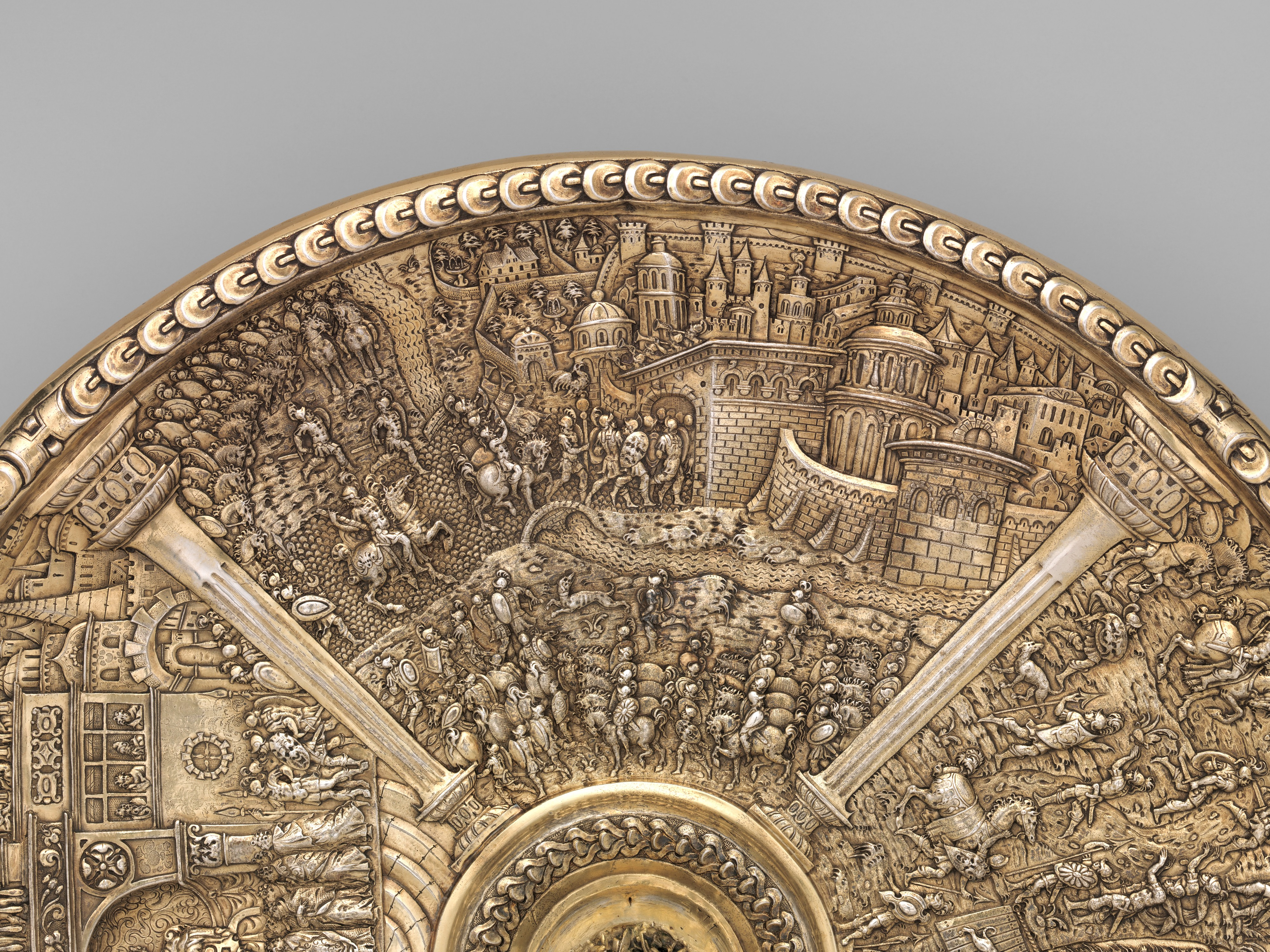
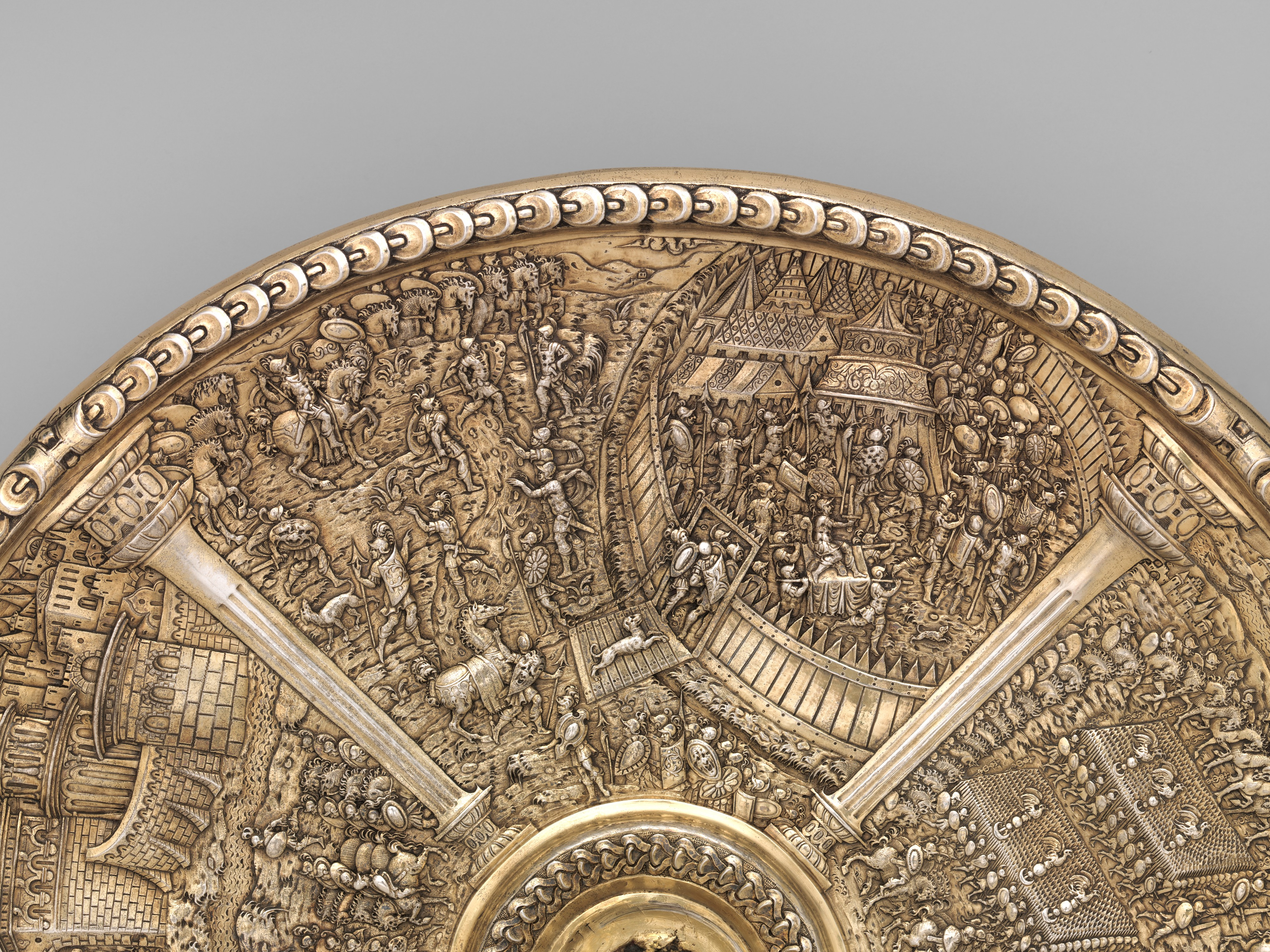
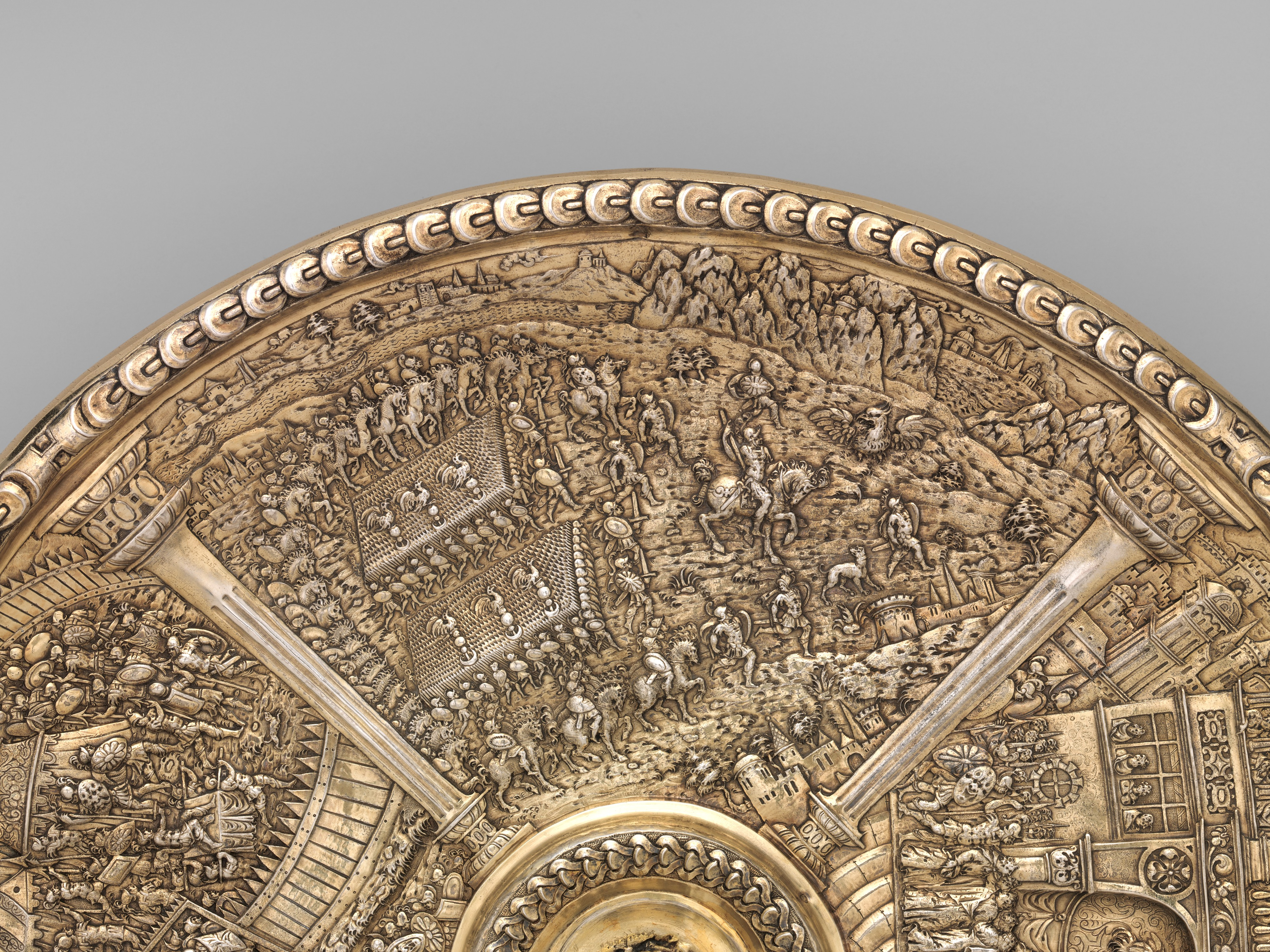

## История
Время и место создания чаш доподлинно неизвестны. Первоначально предполагалось, что они могли быть выполнены выдающимся итальянским скульптором и ювелиром Бенвенуто Челлини, однако в настоящее время от такой атрибуции отказались. В дальнейшем высказывались предположения, что таццы могли быть изготовлены мастером из Нидерландов или, возможно, немецких Аугсбурга или Нюрнберга, во время его работы в Италии. Более поздние исследования склоняются к версии, что чаши были сделаны в Южных Нидерландах для знатного покровителя из рода Габсбургов (возможно, для Альбрехта VII Австрийского) в конце XVI века и были приобретены представителем семьи Альдобрандини не позднее 1603 года. Индивидуальные особенности чаш указывают на то, что в изготовлении была задействована команда серебряных дел мастеров. 
Во владении семейства Альдобрандини таццы находились до 1769 года, после чего перешли к семье Боргезе. Вероятно, чаши оставались в Италии до завоевания Наполеоном Италии в 1797 году. Однако в первой четверти XIX века оказались в Лондоне в магазине торговца серебром Кенсингтона Льюиса. В 1834 году таццы, приписанные Бенвенуто Челлини, были проданы в коллекцию Чарли Скарисбрика (1801—1860) за 1000 гиней. Через год после его смерти чаши были приобретены за 1200 гиней Ричардом Аттенборо, на тот момент все двенадцать чаш были в едином комплекте и первоначальном виде. 
В 1860-е изначально серебряные чаши были позолочены. Несколько позднее во второй половине XIX века чаши были разобраны, у шести из них основания были заменены более пышными, также изготовленными в XVI веке, но, вероятно, в Испании. Комплект был разделен, отдельные чаши попадали в руки разных владельцев в разных странах. Из-за сборной конструкции чаш к концу XIX века фигурки императоров и оригинальные чаши перемешались, из-за чего в настоящее время шесть из двенадцати чаш венчаются «не своей» фигуркой, а у чаши Тита фигурка и основание и вовсе были утрачены. Только одна из двенадцати чаш — тацца Клавдия — сохранилась в изначальном виде (не считая позолоты), с оригинальным основанием и правильной фигуркой. Чаши хранятся в разных музеях по всему миру.

## Список
| Император       | Чаша | Фигурка |
| --------------- | --- | --- |
| Юлий Цезарь     | Чаша c замененным декорированным основанием хранится в Музее Ласаро Гальдиано, Мадрид. Также экспонировалась в Нью-Йорке и Лиссабоне. | Фигурка вместе с чашей. |
| Октавиан Август | Чаша с оригинальным основанием и ошибочно присоединенной к ней фигуркой Нерона была продана на аукционе Кристис в 2000 году за £1 млн. Находится в коллекции британского предпринимателя Селима Зикхи. | Фигурка Октавиана присоединена к чаше Домициана и принадлежит Миннеаполисскому институту искусств.                                                                  |
| Тиберий         | Чаша с оригинальным основанием, соединена с фигуркой Домициана, хранится в Музее Виктории и Альберта в Лондоне, где находится с 1937 года. | Фигурка Тиберия, присоединенная к чаше Нерона, находится в частной коллекции, однако предоставляется для выставки Метрополитен-музею в Нью-Йорке.                   |
| Калигула        | Чаша с оригинальным основанием, соединена с фигуркой Гальбы, находится в Музее Антонио Медейруш-и-Алмейды в Лиссабоне. | Статуэтка Калигулы соединена с чашей Гальбы и находится в коллекции британского банкира-миллиардера Бруно Шродера.                                                  |
| Клавдий         | Чаша Клавдия находится в частной коллекции, предоставляется для выставки Метрополитен-музею в Нью-Йорке. | Фигурка вместе с чашей. |
| Нерон           | Чаша с оригинальным основанием, соединена со статуэткой Тиберия. Находится в частной коллекции, предоставляется для выставки Метрополитен-музею в Нью-Йорке. | Фигурка Нерона, соединенная с чашей Октавиана, находится в коллекции британского предпринимателя Селима Зикхи.                                                      |
| Гальба          | Чаша с оригинальным основанием и фигуркой Калигулы, находится в коллекции британского банкира-миллиардера Бруно Шродера. | Статуэтка Гальбы, соединенная с чашей Калигулы, находится в Музее Антонио Медейруш-и-Алмейды в Лиссабоне.                                                           |
| Отон            | Чаша с замененным декорированным основанием и оригинальной фигуркой хранится в Королевском музее Онтарио с 1976 года. | Фигурка вместе с чашей. До 1956 года чаша Отона венчалась статуэткой Домициана.                                                                                     |
| Авл Вителлий    | Чаша с замененным декорированным основанием и оригинальной фигуркой хранится в Метрополитен-музее, Нью-Йорк. | Фигурка вместе с чашей. До 1956 года чаша Вителлия была соединена с фигуркой Отона.                                                                                 |
| Веспасиан       | Чаша с замененным декорированным основанием и оригинальной фигуркой в 1901 году выставлялась в Берлингтон-хаус, затем приобретена американским предпринимателем Джоном Пирпонтом Морганом. Продана на аукционе Кристис в 1982 году, затем снова продана на аукционе Сотбис в 2013. В настоящее время находится в частной коллекции династии Аль Тани в Лондоне. | Фигурка вместе с чашей. |
| Тит             | Оригинальное основание и фигурка утеряны; в 1914 году чаша была описана как блюдце для розовой воды. В настоящее время хранится в Национальном музее старинного искусства в Лиссабоне. | Оригинальная фигурка утеряна. Существует реплика чаши Тита XIX века, однако венчающая ее фигурка — копия фигурки Юлия Цезаря. Реплика хранится в частной коллекции. |
| Домициан        | Чаша с репликой оригинальной основы и фигуркой Октавиана, хранится в Миннеаполисском институте искусств. | Фигурка Домициана соединена с чашей Тиберия (в 1950-е чашу Тиберия ошибочно приняли за чашу Домициана) и хранится в Музее Виктории и Альберта.                      |